# Xanthophyllum tardicrescens
Xanthophyllum tardicrescens är en jungfrulinsväxtart som beskrevs av V. d. Meijden. Xanthophyllum tardicrescens ingår i släktet Xanthophyllum och familjen jungfrulinsväxter. Inga underarter finns listade i Catalogue of Life.